# 남부주머니두더지
남부주머니두더지 (Notoryctes typhlops)는 오스트레일리아 남서부 사막에서 발견되는 두더지를 닮은 유대류의 일종이다. 굴을 파고 들어가는 방식에 적응하여 서식한다. 부드러운 털이 덮힌, 삽처첨 생긴 큰 앞발을 통해 쉽게 이동할 수 있다. 남부주머니두더지 또한 눈이 완전히 퇴화하여 볼 수 없으며, 이 때문에 필요한 것을 조금밖에 얻지 못한다. 지렁이와 애벌레를 먹고 산다.